# Henschel Hs 121
Henschel Hs 121 – lekki samolot myśliwsko-treningowy (niem. Heimatschutzjäger), będący pierwszą maszyną wytwórni Henschel, po uruchomieniu przez nią produkcji samolotów.

## Historia
W ramach rządowego programu odbudowy niemieckiego lotnictwa Komisariat Lotnictwa ogłosił konkurs, którego celem był wybór lekkiego samolotu myśliwskiego. Maszyna miała służyć jako myśliwiec obrony obszaru kraju (Heimatschutzjäger) oraz samolot treningowy, przeznaczony do zaawansowanego szkolenia pilotów myśliwskich. 
Zadania zbudowania takiej maszyny podjęły się zakłady Henschel. Samolot został zaprojektowany przez niemieckiego inżyniera Friedricha Nicolausa w układzie górnopłatu ze skrzydłem Puławskiego o eliptycznym obrysie. Dwudźwigarowe, skrzydło wsparte parą zastrzałów wyposażono w klapy, krawędź natarcia pokryto blachą a resztę płata płótnem. Kadłub o  przekroju owalnym i konstrukcji półskorupowej w całości wykonano z metalu. Maszyna wyposażona była w wolnonośne, stałe podwozie z kołami okrytymi owiewkami i amortyzacją olejową oraz tylne kółko ogonowe. Do napędu samolotu wybrano silnik rzędowy Argus As 10C. Za nim umieszczono, oddzielony przegrodą ogniową zbiornik paliwa. Samolot uzbrojony był w pojedynczy karabin maszynowy MG 17 kalibru 7,92 mm z zapasem 250 naboi. Prototyp oznaczony jako Hs 121a oblatano 4 stycznia 1934. Właściwości lotne maszyny nie spełniły pokładanych w niej nadziei. 30 stycznia tego samego roku podczas lądowania samolot uległ katastrofie. Wnioski wykorzystano do przeprojektowania maszyny, mającego na celu radykalne poprawienie właściwości lotnych samolotu. Nowy prototyp, oznaczony jako Hs 121b, ukończono w połowie 1934, jednak po jego oblataniu nie uzyskano znaczącej poprawy. W zaistniałej sytuacji Nicolaus, chcąc kontynuować projekt, zmodyfikował Hs 121b kolejny raz, tworząc na jego bazie model oznaczony jako Henschel Hs 125. Jednak również i ten model nie zapewnił wymaganych osiągów i właściwości lotnych.